# توتیای مدادی قرمز
توتیای مدادی قرمز (نام علمی: Heterocentrotus mamillatus) نام یک گونه از رده توتیای دریایی است.

## نگارخانه

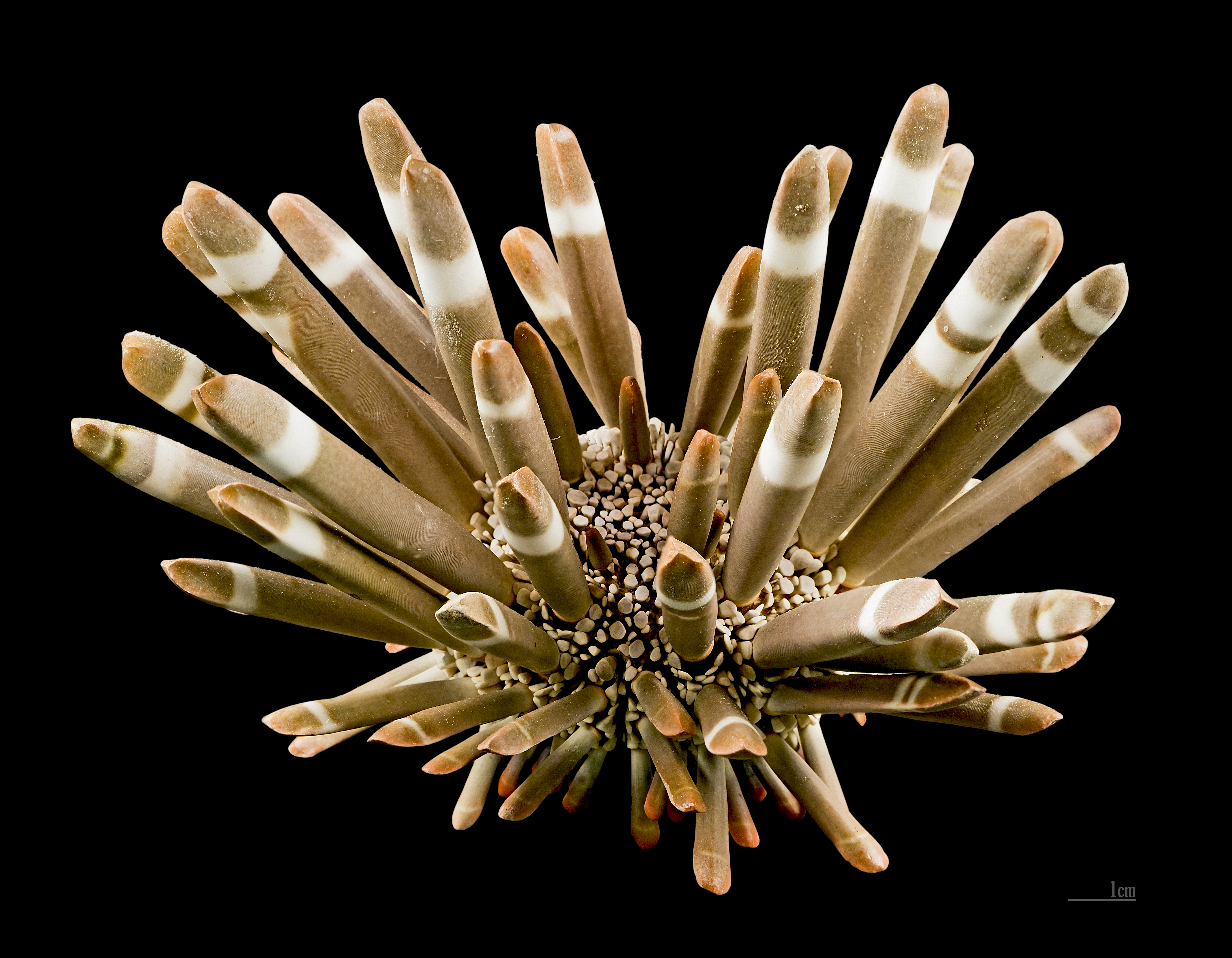
نگاره‌ای از یک توتیای مدادی قهوه‌ای خُشک‌شده در موزهٔ تاریخ طبیعی تولوز.
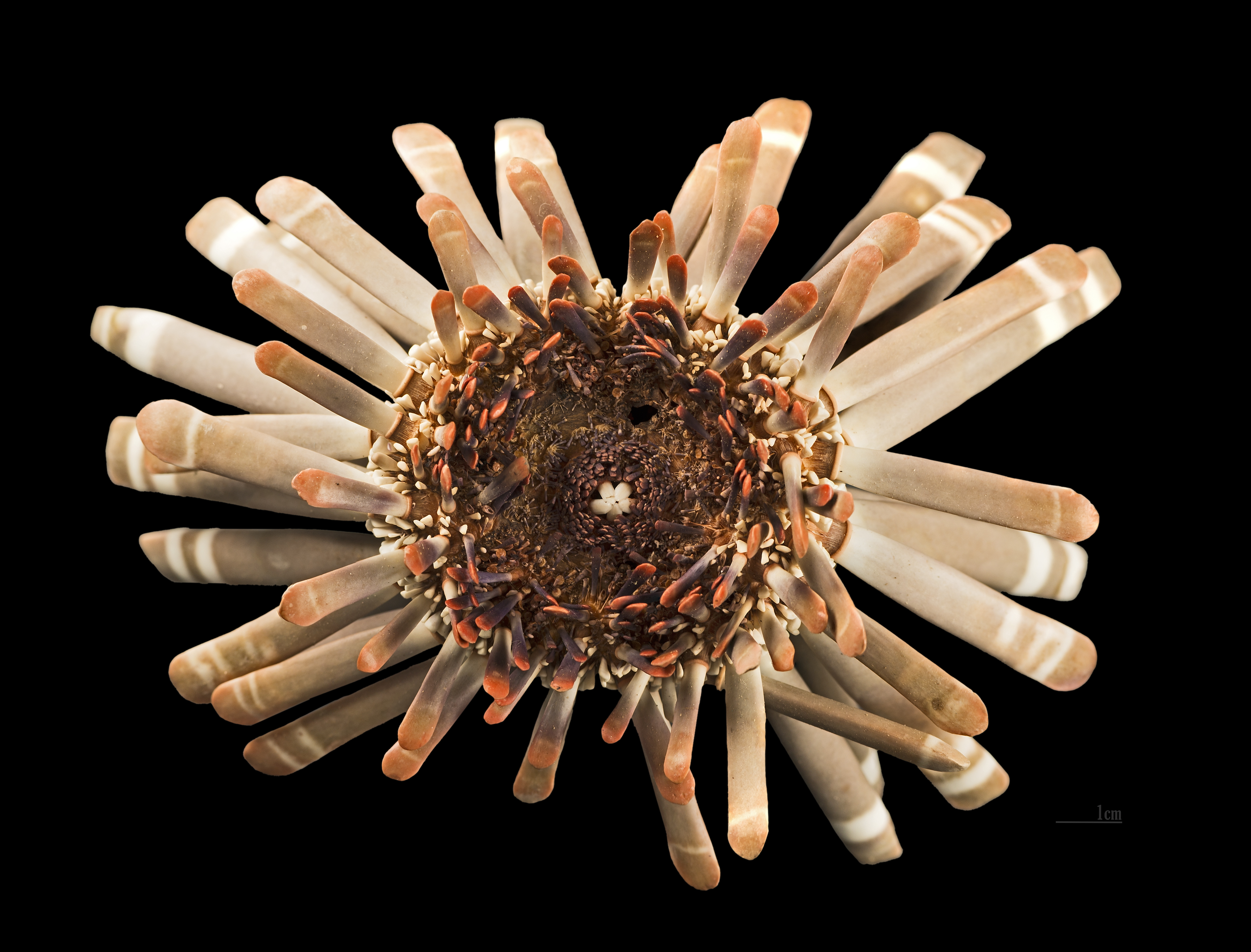